# Атакапа (язык)
Атакапа — исчезнувший индейский язык Северной Америки, распространённый ранее у народа атакапа в юго-западной Луизиане и в восточном Техасе. Язык-изолят.
Язык атакапа и соседние языки имеют общий набор согласных и гласных: p, t, ts, k, ʃ, h, w, y, m, n, i, a, o. Существовало аффиксальное согласование близкое по употреблению в мускогских языках. При этом, схожесть черт языков юго-востока США с атакапа не делает их родственными описываемому языку, а объясняется длительными контактами и географической близостью между группами.

## Диалекты
Задокументированы восточный, западный и акокиса диалекты языка атакапа. На восточном диалекте изъяснялись возле Poste des Attakapas (современный Франклин (Луизиана)), западный распространялся в зоне Лейк-Чарльз, где были отмечены последние носители языка. Говорящие на диалекте акокиса, вероятно, проживали вокруг залива Галвестон. Акокиса может считаться диалектом или быть отдельным, родственным языком.
О восточном известен список из 287 слов, который записал в 1802 Мартин Дуральде. Данный диалект сильно отличался от западного. Носители обитали около Сент-Мартинвиля — ныне Франклин (Луизиана).
Западный диалект представлен записями слов, предложений и текстами, которые записал в 1885, 1907 и 1908 гг. Альберт Гатчет. Основной источник его записей проживал в Лейк-Чарльз, штат Луизиана. Известен также более древний список из 45, который записал в 1721 г. Жан Беранже. Эти носители проживали около Залива Гэлвстона.
Джон Суонтон утверждал, что список Беранже относится к языку акокиса, но надёжных доказательств этому нет.